# Юсеф Садака
Юсеф Садака (15 листопада 1955) — ліванський дипломат. Надзвичайний і Повноважний Посол Лівану в Україні.

## Біографія
Народився 15 листопада 1955 року. Закінчив Ліванський університет зі спеціальності «Політичні і адміністративні науки» (1980), «Юридичне право» (1981), аспірантуру Політичних наук факультету правознавства і політичних наук Тунісу (1988); має професійний сертифікат Мадридської дипломатичної школи (2003). Володіє арабською, французькою, англійською, російською мовами.
У 1982—1983 — аташе Міністерства закордонних справ і еміграції.
У 1983—1984 — керівник місії Посольства Лівану в Парижі.
У 1984—1991 — секретар Посольства Лівану в Тунісі.
У 1991—1992 — управління Протоколу Міністерства закордонних справ і еміграції.
У 1992—1994 — секретар Посольства Лівану в Москві.
У 1995—2001 — радник Посольства Лівану в Каїрі і представник Лівану в Лізі Арабських Держав.
У 2001—2002 — управління з політичних і консульських питань.
У 2003—2004 — директор Департаменту з питань Палестини.
У 2004—2005 — відділ при Міністерстві закордонних справ і еміграції.
З березня 2006 по 2013 рр. — Надзвичайний і Повноважний Посол Лівану в Україні.